# Liste der Monuments historiques in Nantoux
Die Liste der Monuments historiques in Nantoux führt die Monuments historiques in der französischen Gemeinde Nantoux auf.

## Liste der Immobilien
| Bezeichnung       | Beschreibung            | Standort                | Kennzeichnung | Schutzstatus | Datum | Bild           |
| ----------------- | ----------------------- | ----------------------- | ------------- | ------------ | ----- | -------------- |
| Kirche St-Bénigne | aus dem 16. Jahrhundert | Ruelle du Motier (Lage) | PA00112770    | Inscrit      | 1991  | weitere Bilder |